# Mistrzostwa Europy w Wioślarstwie 2009 – dwójka podwójna kobiet
Dwójka podwójna kobiet (W2x) – konkurencja rozgrywana podczas Mistrzostw Europy w Wioślarstwie 2009 w Brześciu między 18 a 20 września.

## Harmonogram konkurencji
| Wydarzenie                  | Runda      |
| --------------------------- | ---------- |
| Piątek, 18 września 2009    | Eliminacje |
| Sobota, 19 września 2009    | Repasaże   |
| Niedziela, 20 września 2009 | Finał B    |
| Niedziela, 20 września 2009 | Finał A    |

## Medaliści
| Złoto                                         | Srebro                                   | Brąz                                     |
| Włochy · Laura Schiavone · Gabriella Bascelli | Czechy · Jitka Antošová · Lenka Antošová | Polska · Agata Gramatyka · Natalia Madaj |

## Wyniki

### Eliminacje
Reguła kwalifikacji: 1-2 → FA, 3.. → R

#### Eliminacje 1
| Miejsce | Zawodnik                             | Kraj      | Czas    | Uwagi |
| ------- | ------------------------------------ | --------- | ------- | ----- |
| 1       | Laura Schiavone Gabriella Bascelli   | Włochy    | 7:07,73 | FA    |
| 2       | Maryja Smalakowa Taciana Kuchta      | Białoruś  | 7:12,24 | FA    |
| 3       | Ulla Varvio Sanna Stén               | Finlandia | 7:13,69 | R     |
| 4       | Lina Šaltytė Gabrielė Albertavičiūtė | Litwa     | 7:22,85 | R     |
| 5       | Birgit Pühringer Sandra Wolfsberger  | Austria   | 7:26,43 | R     |

#### Eliminacje 2
| Miejsce | Zawodnik                      | Kraj       | Czas    | Uwagi |
| ------- | ----------------------------- | ---------- | ------- | ----- |
| 1       | Jitka Antošová Lenka Antošová | Czechy     | 7:05,88 | FA    |
| 2       | Agata Gramatyka Natalia Madaj | Polska     | 7:10,27 | FA    |
| 3       | Julia Lepke Carina Baer       | Niemcy     | 7:16,16 | R     |
| 4       | Sille Vaiksaar Kaisa Pajusalu | Estonia    | 7:17,41 | R     |
| 5       | Sara Hofmann Nora Fiechter    | Szwajcaria | 7:23,94 | R     |

### Repasaże
Reguła kwalifikacji: 1-2 → FA, 3... → FB
| Miejsce | Zawodnik                             | Kraj       | Czas    | Uwagi |
| ------- | ------------------------------------ | ---------- | ------- | ----- |
| 1       | Ulla Varvio Sanna Stén               | Finlandia  | 7:06,69 | FA    |
| 2       | Sille Vaiksaar Kaisa Pajusalu        | Estonia    | 7:07,61 | FA    |
| 3       | Julia Lepke Carina Baer              | Niemcy     | 7:10,36 | FB    |
| 4       | Birgit Pühringer Sandra Wolfsberger  | Austria    | 7:15,12 | FB    |
| 5       | Lina Šaltytė Gabrielė Albertavičiūtė | Litwa      | 7:17,47 | FB    |
| 6       | Sara Hofmann Nora Fiechter           | Szwajcaria | 7:18,13 | FB    |

### Finał B
| Miejsce | Zawodnik                             | Kraj       | Czas    | Uwagi |
| ------- | ------------------------------------ | ---------- | ------- | ----- |
| 1       | Julia Lepke Carina Baer              | Niemcy     | 7:11,03 |       |
| 2       | Lina Šaltytė Gabrielė Albertavičiūtė | Litwa      | 7:13,30 |       |
| 3       | Sara Hofmann Nora Fiechter           | Szwajcaria | 7:17,79 |       |
| 4       | Birgit Pühringer Sandra Wolfsberger  | Austria    | 7:21,61 |       |

### Finał A
| Miejsce | Zawodnik                           | Kraj      | Czas    | Uwagi |
| ------- | ---------------------------------- | --------- | ------- | ----- |
|         | Laura Schiavone Gabriella Bascelli | Włochy    | 7:07,96 |       |
|         | Jitka Antošová Lenka Antošová      | Czechy    | 7:08,52 |       |
|         | Agata Gramatyka Natalia Madaj      | Polska    | 7:13,42 |       |
| 4       | Ulla Varvio Sanna Stén             | Finlandia | 7:14,88 |       |
| 5       | Maryja Smalakowa Taciana Kuchta    | Białoruś  | 7:18,07 |       |
| 6       | Sille Vaiksaar Kaisa Pajusalu      | Estonia   | 7:22,89 |       |